# Samolikwidator
Samolikwidator – urządzenie, które ma za zadanie wywołać wybuch pocisku (głowicy, torpedy) po pewnym czasie lotu, w wypadku gdyby pocisk nie trafił w cel, wyjdzie spod kontroli, albo w przypadku zakłóceń i awarii.
Samolikwidatory są stosowane głównie w pociskach artylerii przeciwlotniczej i lotniczej, a także w pociskach rakietowych typu „ziemia-powietrze” i „powietrze-powietrze”, „głębina wodna-ziemia” i „woda-powietrze”.
Samolikwidatory rozróżnia się:
- a) pirotechniczne – wykonane w postaci ścieżek prochowych, gdzie podczas strzału są zapalane przez spłonkę i wywołujących wybuch pocisku po pewnym czasie lotu[1],
- b) mechaniczne – wykonane w postaci różnych urządzeń zwalniających mechanizmy zapalające (np. wskutek spadku prędkości kątowej pocisku w czasie lotu lub po upływie pewnego czasu pracy mechanizmu zegarowego uruchamianego podczas strzału)[1].

Dzięki zastosowaniu samolikwidatorów można uniknąć strat spowodowanymi przez spadające pociski na własne terytorium podczas, kiedy walczymy z celami powietrznymi przeciwnika.